# Lukáš Walter
Lukáš Walter (* 1979 Most) je český designér a restaurátor zaměřený na nábytkářskou tvorbu. Poté, co vystudoval nábytkářskou tvorbu na střední škole v Hamru, se věnoval cestování po Evropě. Po návratu pracoval se skupinou restaurátorů v Praze a v roce 2010 se odpoutal a začal dělat restaurátora na vlastních nohou. S Robertem Dvořákem založili projekt Lukas & Robertson, pod kterým vytvářejí designový nábytek. Většina děl je vytvořena na základě zrestaurovaného nábytku.
Lukáš Walter nepoužívá aglomerované materiály a zakládá si na tom, aby byl nábytek z masivního dřeva nebo z jiných klasických materiálů.
Firma Lukas & Robertson se objevuje i na výstavách designu.